# Evert Sandberg
Olof Evert Sandberg (i riksdagen kallad Sandberg i Böleå), född 7 april 1886 i Umeå socken, död där 11 september 1958, var en svensk lantbrukare och politiker (folkpartist).
Evert Sandberg, som var son till en målarmästare, var lantbrukare i Böleå i Umeå landskommun, där han också var ledamot i kommunalfullmäktige. Han var även aktiv i den lokala bonderörelsen och hade framträdande uppdrag inom Svenska Baptistsamfundet. Han var ordförande i Frisinnade landsföreningens valkretsförbund för Västerbottens län 1927-1928 och 1931-1934 och var därefter ordförande i Folkpartiets valkretsförbund för samma län 1935-1952.
Han var riksdagsledamot i andra kammaren 1925-1951 för Västerbottens läns valkrets. I riksdagen tillhörde han fram till 1934 Frisinnade landsföreningens riksdagsgrupp Frisinnade folkpartiet och från 1935 det återförenade Folkpartiet. Han var bland annat vice ordförande i andra kammarens fjärde tillfälliga utskott 1929-1932 och ledamot i bevillningsutskottet vid de lagtima riksmötena 1940-1951. Som riksdagsman engagerade sig Evert Sandberg främst i jord- och skogsbruksfrågor.